# Іргізлинська печера
Іргізлинська печера (рос. Иргизлинская) — печера в Башкортостані, Росія. Печера вертикального типу простягання. Загальна протяжність — 36 м. Глибина печери становить 30 м. Категорія складності проходження ходів печери — 1. Печера відноситься до Шульгано-Іргізлинського підрайону Бельсько-Нугуського району Південної області Західноуральської спелеологічної провінції.